# Amy's Otway Tour
L'Amy's Otway Tour est une course cycliste par étapes disputée au mois d'août dans l'État de Victoria, en Australie. Créée en 2015, elle comprend deux épreuves : une pour les femmes et une autre pour les hommes, organisée depuis 2017. Chacune est inscrite au calendrier du National Road Series.

## Palmarès

### Hommes
| Année | Vainqueur     | Deuxième         | Troisième    |
| ----- | ------------- | ---------------- | ------------ |
| 2017  | Ryan Cavanagh | Michael Freiberg | Sam Crome    |
| 2018  | Tristan Ward  | Sam Welsford     | Ayden Toovey |

### Femmes
| Année | Vainqueur         | Deuxième          | Troisième          |
| ----- | ----------------- | ----------------- | ------------------ |
| 2015  | Georgia Baker     | Ashlee Ankudinoff | Ruth Corset        |
| 2016  | Rebecca Wiasak    |                   |                    |
| 2017  | Rebecca Wiasak    | Lucy Kennedy      | Sharlotte Lucas    |
| 2018  | Ashlee Ankudinoff | Sharlotte Lucas   | Georgia Whitehouse |